# Brathy
Brathy è uno dei giganti della mitologia fenicia. Con gli altri giganti - Cassio, Libano, e Antilibano - diede il nome ai monti su cui si estendeva il loro culto.
Questi monti erano caratterizzati dalla presenza di una grande quantità di piante aromatiche. I Fenici hanno attribuito a questi giganti l'istituzione di riti religiosi in cui si bruciava l'incenso.